# Мальш (Визло)
Мальш (нем. Malsch) — община в Германии, в земле Баден-Вюртемберг.
Подчиняется административному округу Хайдельберг. Входит в состав района Рейн-Неккар. Население составляет 3468 человек (на 31 декабря 2010 года). Занимает площадь 6,77 км².